# Arjara
Arjara (en ruso: Архара) es una localidad rusa de Amur situada a 210 km al sureste de Blagoveshchensk —la capital del óblast— junto al río Arjara (afluente del Amur).
Según el censo del 2010, la población era de 9585 habitantes.